# Astroclon
Genre
Astroclon est un genre d'ophiures (échinodermes) de la famille des Gorgonocephalidae.

## Liste des espèces
Selon World Register of Marine Species (19 janvier 2016) :
- Astroclon propugnatoris Lyman, 1879
- Astroclon suensoni Mortensen, 1911